# Остеодермы

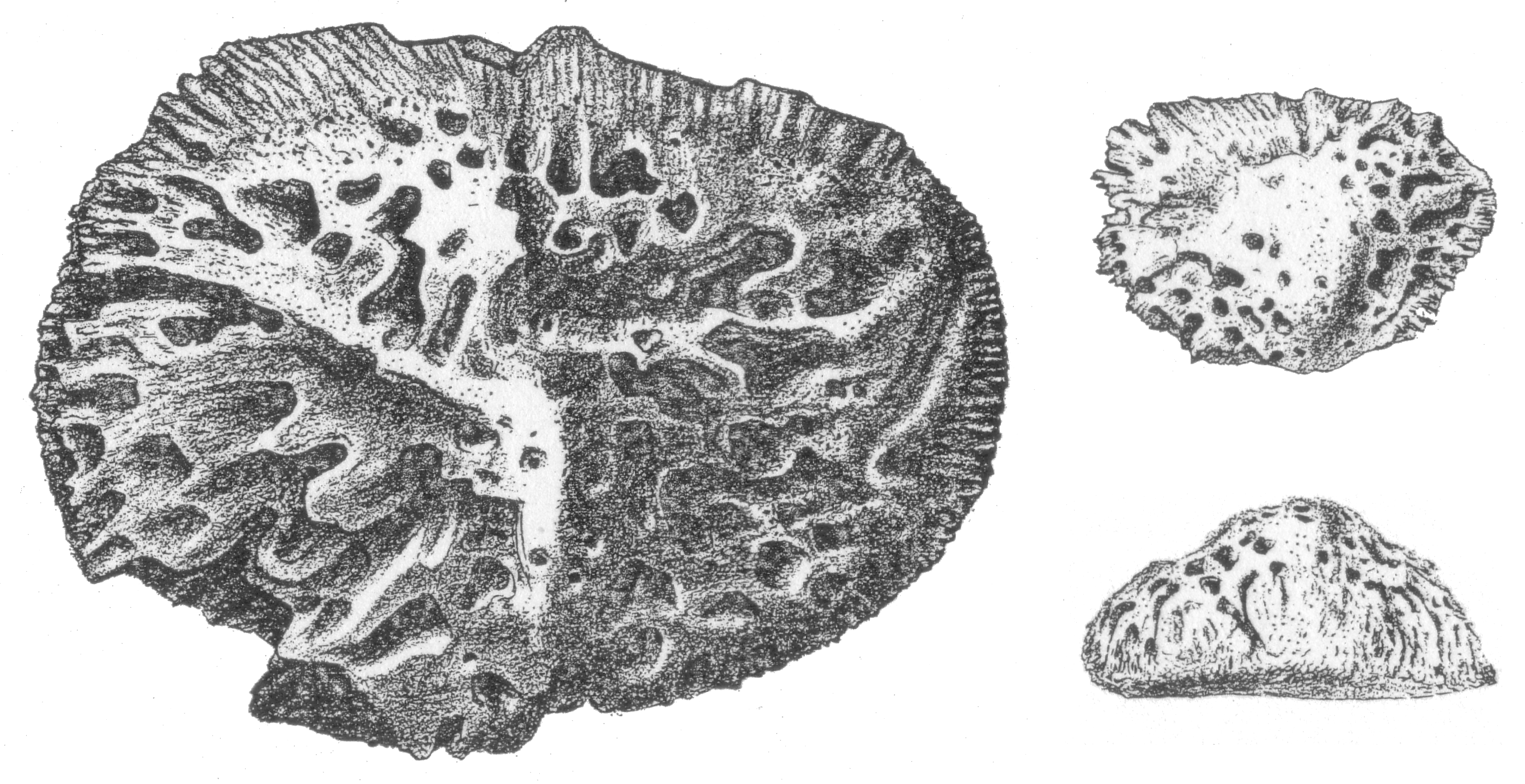
Остеодермы вымершего крокодила Deinosuchus

Остеодермы, или вторичные кожные окостенения — окостенения, располагающиеся в мезодермальном слое кожи у некоторых позвоночных животных. Остеодермы, как правило, имеют небольшой размер и пластиновидную форму.
Кожные окостенения развивались в процессе эволюции неоднократно и независимо у разных групп тетрапод и не являются гомологами костной чешуи рыб.
Наличие остеодерм характерно для многих современных и вымерших групп пресмыкающихся. Они имеются у многих динозавров (особенно анкилозавров и стегозавров), крокодилов, многих примитивных архозавров, плакодонтов, парейазавров, некоторых ящериц (сцинковых, поясохвостов, веретеницевых, ядозубов). Из современных рептилий остеодермы особенно хорошо развиты у крокодилов. Остеодермы у пресмыкающихся залегают под роговыми чешуями или щитками. Остеодермы, расположенные на голове, могут срастаться с костями черепа. У черепах остеодермы образуют периферальные (peripherale), нухальные (nuchale) и пигальные (pygale) пластины карапакса панциря.
Для млекопитающих кожные окостенения не характерны, но присутствуют у некоторых современных (броненосцы) и вымерших (глиптодонты и наземные ленивцы) неполнозубых. К окостенениям кориума относится также прирастающие к костям черепа ossa cornua, которые формируют костную основу рогов парнокопытных. У полорогих и жирафов эти кости постоянные. У оленей ossa cornua сменяемые. Ежегодно они отпадают из-за разрушения их оснований остеокластами, после чего кожа смыкается над местом прикрепления отпавшего рога и под кожей развивается новая кость более сложной формы.
Кожные окостенения несут в первую очередь защитную функцию, а у крокодилов играют определённую роль в терморегуляции, являясь своего рода аккумуляторами тепла.